# Medama megerata
Medama megerata är en fjärilsart som beskrevs av Collenette 1935. Medama megerata ingår i släktet Medama och familjen tofsspinnare. Inga underarter finns listade i Catalogue of Life.